# فن الفكرة

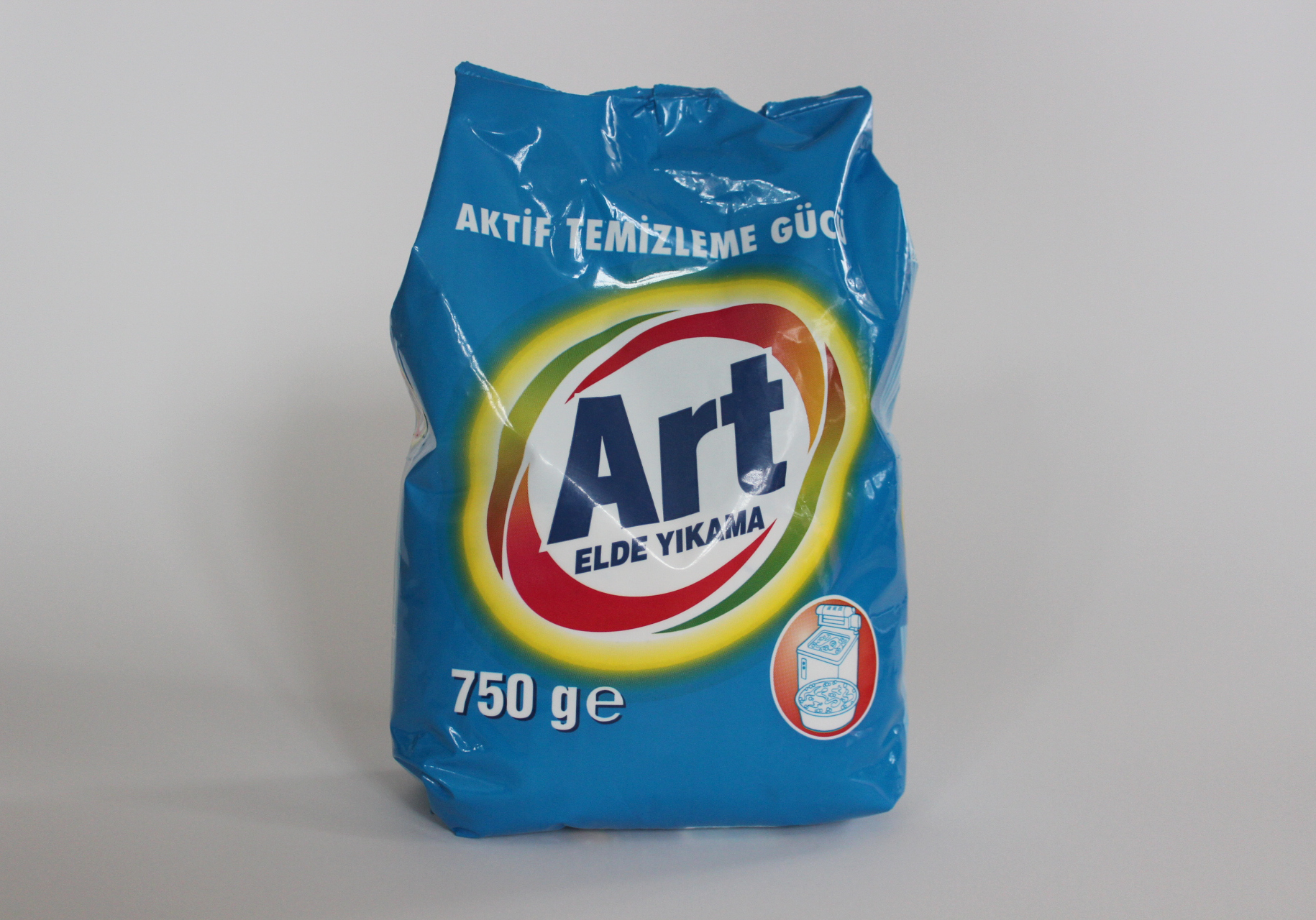
مثال بسيط على فكرة فردية

فن الأفكار هو شكل فني حيث تكون للفكرة (الأفكار) الفردية الصغيرة وليس المفهوم (المفاهيم) أو الأيديولوجيات في العمل الأسبقية على الاهتمامات الجمالية والمادية والتأديبية العامة. قد تكون أعمال فن الفكرة في نص، كائن موجود، ثنائي الأبعاد، ثلاثي الأبعاد، صور متحركة، صوت، أداء، رقمي، وسائط تفاعلية و / أو كتركيبات. كانت هذه الطريقة أساسية لتعريف الفنان التركي جينكو جولان لفن الفكرة، وهي واحدة من أولى الطرق التي ظهرت على الإنترنت.
في فن الفكرة، تعد الفكرة أهم جانب في العمل الفني. قد يبدأ المشروع / أو ربما يرتبط به لاحقًا بعد الانتهاء من الإنتاج. وبهذه الطريقة، لا يعمل الفنان فقط مثل والمهندس المعماري أو المهندس، كما هو الحال في الفن المفاهيمي بل يعمل أيضًا كقيم و/أو كاتب فني.
لا ينبغي الخلط بين فن الأفكار والمثالية أو بمعنى آخر الكمال. لا يجب أن تكون الأفكار الفردية للفن مثالية أو جميلة بل مناسبة.

## روابط خارجية
- أرملة ، فنانين أتراك معاصرين نسخة محفوظة 8 يوليو 2017 على موقع واي باك مشين.
- Rhizome.org
- أحداث مدينة نيويورك